# Uvalda
Uvalda es una ciudad ubicada en el condado de Montgomery en el estado estadounidense de Georgia. En el año 2000 tenía una población de 530 habitantes.

## Geografía
Uvalda se encuentra ubicada en las coordenadas 32°2′16″N 82°30′32″O / 32.03778, -82.50889 (32.037903, -82.508789).
Según la Oficina del Censo, la localidad tiene un área total de 5 km² (1,9 mi²), de la cual 5 km² (1,9 mi²) es tierra y 0 km² (0 mi²) (0.00%) es agua.

## Demografía
Según la Oficina del Censo en 2000 los ingresos medios por hogar en la localidad eran de $31,513, y los ingresos medios por familia eran $36,806. Los hombres tenían unos ingresos medios de $23,750 frente a los $19,250 para las mujeres. La renta per cápita para la localidad era de $15,217. 